# Paul Sanchez
Paul Robert Sanchez (ur. 26 listopada 1946 w Brooklynie) – amerykański duchowny rzymskokatolicki, biskup pomocniczy Brooklinu w latach 2012–2022.

## Życiorys
Święcenia kapłańskie otrzymał 17 grudnia 1971 z rąk kardynała Jamesa Hickeya. Inkardynowany do diecezji brooklińskiej, przez kilkadziesiąt lat pracował duszpastersko w jej parafiach. W 2008 został mianowany wikariuszem biskupim dla północnej części Queens, zaś rok później odpowiadał w tym charakterze za całą dzielnicę.
2 maja 2012 papież Benedykt XVI mianował go biskupem pomocniczym diecezji Brooklinu oraz biskupem tytularnym Coeliana. Sakry udzielił mu 11 lipca 2012 ówczesny ordynariusz Brooklinu – biskup Nicholas DiMarzio.
30 marca 2022 roku papież Franciszek przyjął jego rezygnację z funkcji biskupa pomocniczego. 